# Fahrtankündiger

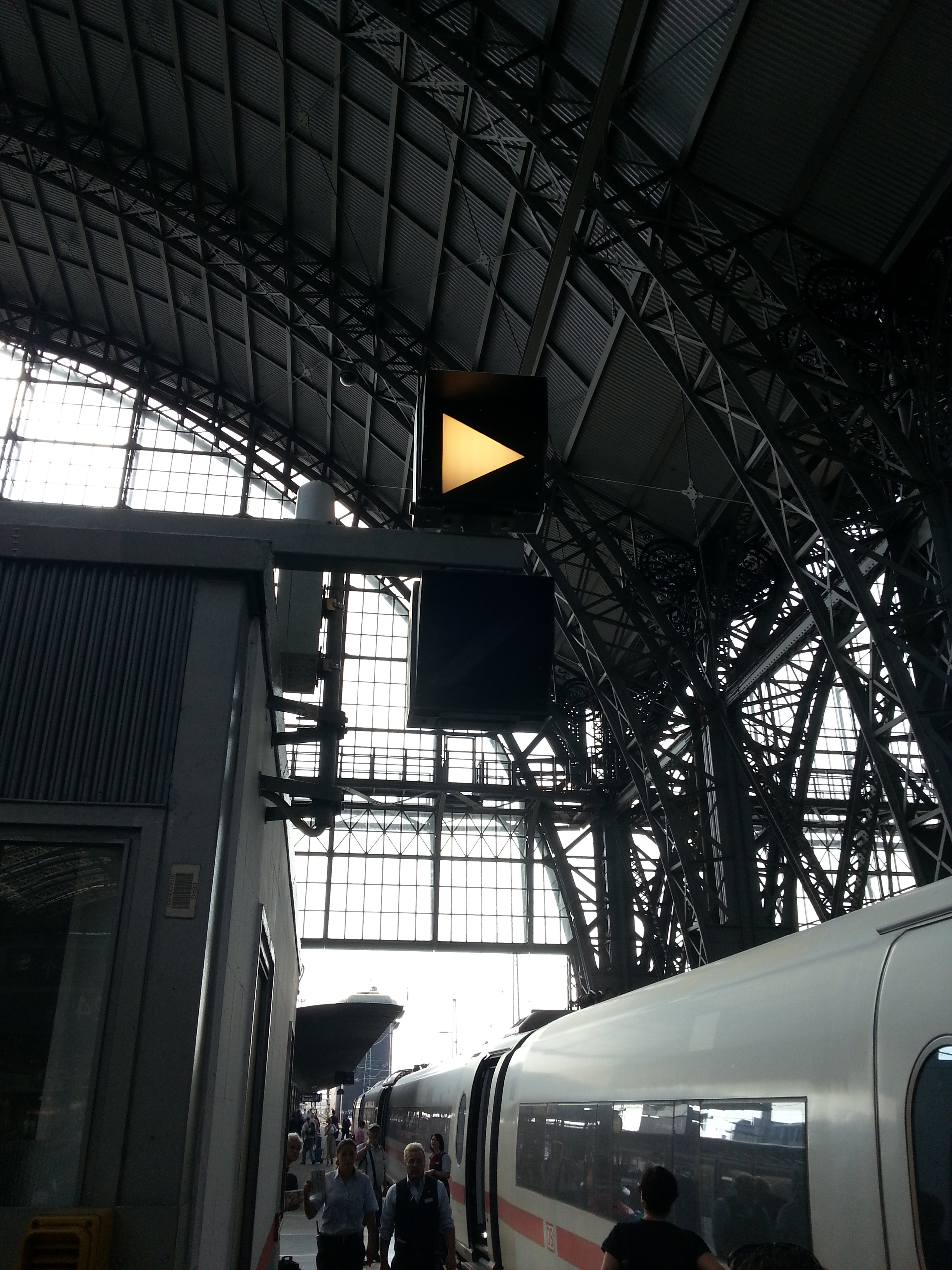
Leuchtender Fahrtankündiger (oben) mit dunklem Fahrtanzeiger (unten) bei der Abfertigung eines ICE in Frankfurt (Main) Hauptbahnhof (2016). Die Fahrstraße für die Ausfahrt des Zuges lief ein, das Ausfahrsignal zeigte noch Halt…

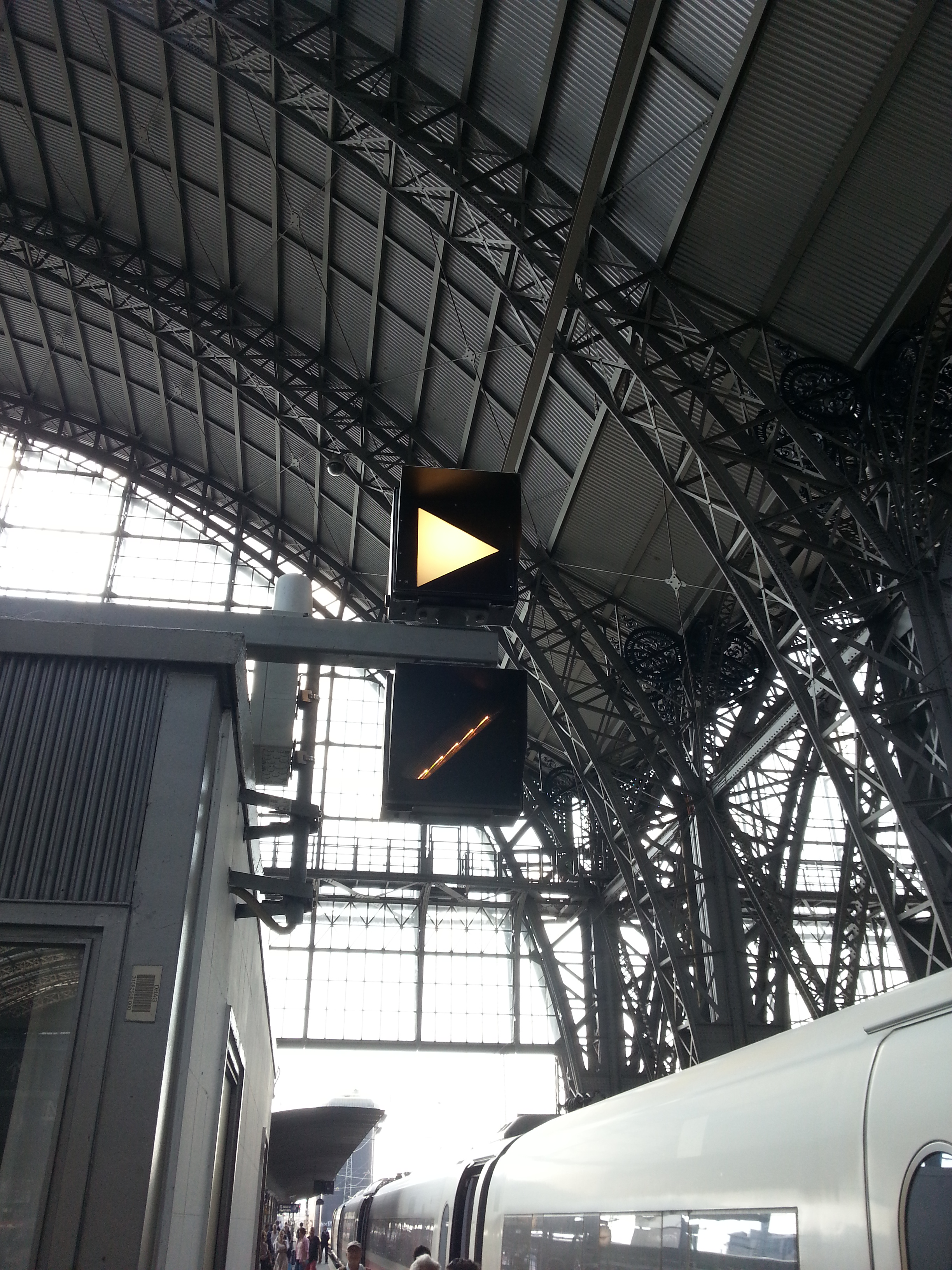
… kurz darauf leuchtete auch der Fahrtanzeiger auf, war die Fahrstraße für die Ausfahrt fertig gebildet und freigegeben.

Als Fahrtankündiger (auch Ausfahrvoranzeiger) bezeichnete die Deutsche Bahn ein in der zweiten Hälfte der 2010er Jahre im Rahmen des Projekts weißes Dreieck erprobtes Leuchtzeichen, mit dem das Zugpersonal automatisiert darüber informiert wurde, dass die Bildung der Fahrstraße für die Ausfahrt des Zuges begonnen wurde. Damit sollte insbesondere die Abfertigung von Fernverkehrszügen beschleunigt werden. Es wurde auf vier Gleisen in Frankfurt (Main) Hauptbahnhof erprobt. Eine Umsetzung in einer Reihe von weiteren Bahnhöfen wurde in den Jahren 2017 und 2018 beauftragt, ist jedoch nicht erfolgt.

## Hintergrund
Die Abfertigung von Fernverkehrszügen, vom Achtungspfiff über das Schließen der Türen bis hin zur Abfahrbereitschaft, nimmt etwa 30 bis 45 Sekunden in Anspruch. Es beginnt in der Regel, wenn die Abfahrtszeit erreicht ist und die Zustimmung des Fahrdienstleiters zur Ausfahrt vorliegt. Dies ist für das Zugpersonal in der Regel anhand eines „Fahrt“ zeigenden Hauptsignals (vor der Zugspitze bzw. am Bahnsteigende) oder anhand eines Fahrtanzeigers im Bahnsteigbereich erkennbar.
Zwischen dem Anstoß zur Bildung der Fahrstraße (durch den Fahrdienstleiter oder die Zuglenkung) über deren Bildung (wie dem notwendigen Umlauf und der Festlegung von Weichen) bis hin zu deren Signalisierung durch ein „Fahrt“ zeigendes Startsignal (am Beginn der Fahrstraße) liegen in größeren Bahnhöfen oft ein paar Zehntelminuten. Dies wird als Fahrstraßenbildezeit bezeichnet.
Der Fahrtankündiger signalisierte dem Zugpersonal, dass die Fahrstraße gerade gebildet wurde, bevor dies abgeschlossen war. Soweit die fahrplanmäßige Abfahrtszeit bereits erreicht war, sollte damit die Abfertigung früher begonnen, die Abfahrbereitschaft früher hergestellt und somit auch die Ausfahrt früher erfolgen können. Durch eine damit ermöglichte frühere Ausfahrt sollte die Abfahrtspünktlichkeit verbessert und die Sperrzeit der durch die Fahrstraße in Anspruch genommenen Elemente verkürzt werden, um diese früher für folgende Zugfahrten nutzen zu können.
Der Fahrtankündiger galt formal nicht als Signal, sondern ein Orientierungszeichen.

## Geschichte
DB Netz beauftragte Siemens im November 2016 mit dem „Pilot Weißes Dreieck.“
Im Dezember 2017 beauftragte DB Netz den Hersteller Thales mit der Nachrüstung von „Ausfahrvoranzeigern“ im Elektronischen Stellwerk von Duisburg Hauptbahnhof. Am 8. Januar 2018 schlossen DB Netz und Siemens einen Vertrag über die „Initiierung“ des Projekts „Weißes Dreieck“. Die Elektronischen Stellwerke in den Hauptbahnhöfen von Frankfurt am Main, Hannover und Berlin sollten entsprechend ausgerüstet werden, ebenso die Relaisstellwerke der Hauptbahnhöfe von Hamburg, München, Würzburg, Dortmund, Düsseldorf und Mannheim. Im April 2018 erfolgte eine Beauftragung für die genannten Relaisstellwerke, darüber hinaus auch für jenes in Mainz Hauptbahnhof. Die Vertragslaufzeit wurde mit zehn Monaten angegeben. Im gleichen Jahr wurden auch entsprechende Anpassungen für vier Gleise in Frankfurt Süd beauftragt, mit zwölf Monaten Vertragslaufzeit. Zu einer Inbetriebnahme ist es nicht gekommen.
Die im Rahmen des Pilotprojekts in Frankfurt Hauptbahnhof aufgebauten Fahrtanzeiger wurden später wieder zurückgebaut.